# Idaea neovalida
Idaea neovalida är en fjärilsart som beskrevs av Inoue 1958. Idaea neovalida ingår i släktet Idaea och familjen mätare. Inga underarter finns listade i Catalogue of Life.